# Pigmalione (film 1938)
Pigmalione (Pygmalion) è un film del 1938 diretto da Anthony Asquith e Leslie Howard. Il film è tratto dall'omonima commedia di George Bernard Shaw.

## Trama
Mentre si aggira per il Covent Garden trascrivendo frammenti di conversazione dei passanti, il glottologo professor Higgins viene scambiato per un poliziotto provocando le proteste della fioraia Eliza Doolittle. L'incidente si chiarisce anche con l'aiuto del colonnello Pickering, anch'egli studioso di lingue e dialetti, che è giunto dall'India proprio per incontrare Higgins. Vantandosi con Pickering, Higgins sostiene che, insegnandole a parlare correttamente, Eliza potrebbe avere un destino migliore; anzi, egli sarebbe in grado di farla passare per una duchessa. La ragazza si presenta quindi a casa di Higgins, per prendere lezioni di pronuncia. Il colonnello Pickering fa allora una scommessa con Higgins: si offre di sostenere tutte le spese se il professore riuscirà a far passare la ragazza per una signora elegante nel giro di poche settimane.
Un primo esperimento deludente ha luogo in casa della madre di Higgins, ad un tè, durante il quale la ragazza scandalizza i presenti coi suoi discorsi pur se pronunciati con accento perfetto. Uno degli ospiti, però - il giovane Freddy - rimane affascinato da Eliza.
Dopo un faticosissimo tirocinio al quale viene sottoposta ad opera di un inflessibile Higgins, e durante il quale il giovane Freddy tenta invano di rivederla, Eliza viene finalmente condotta da Higgins e Pickering ad un ricevimento d'ambasciata. Qui Higgins incontra un suo ex-allievo, il conte Aristid Karpathy, che è diventato celebre e richiesto per la sua capacità di riconoscere l'origine delle persone dell'alta società dal loro modo di parlare. Higgins e Pickering temono che Eliza si tradisca con lui, ma la ragazza riesce ad ingannarlo perfettamente ed ottiene un tale successo da essere scambiata per una principessa.
Tornati dal ricevimento, Higgins e Pickering si congratulano vicendevolmente per il successo ottenuto, trascurando il contributo importante di Eliza e del suo impegno. Ferita dall'indifferenza di Higgins, di cui si è innamorata, la ragazza fugge andando a rifugiarsi in casa della madre del professore. Qui docente ed allieva hanno un'ulteriore discussione al termine della quale Eliza abbandona Higgins e se ne va con il giovane Freddy, minacciando di offrirsi come assistente ad Aristid Karpathy.
Tornato a casa da solo, il professor Higgins distrugge alcuni dischi in un impeto d'ira e riascolta una delle prime registrazioni della voce di Eliza. Questa si palesa pochi istanti dopo proprio nella camera del professore, ed il film si conclude (diversamente rispetto allo spettacolo teatrale precedente) con un finale aperto e piuttosto speranzoso.

## Produzione
Pellicola prodotta da Gabriel Pascal e tratto dall'omonima commedia di George Bernard Shaw, che contribuì personalmente alla sceneggiatura. Il produttore Gabriel Pascal, che intendeva portare sullo schermo le commedie di George Bernard Shaw, nonostante la riluttanza del commediografo ad autorizzare le riduzioni cinematografiche delle sue opere, ottenne personalmente il permesso di adattare per il cinema Pigmalione, concedendo a Shaw il pieno controllo sulla produzione. La sceneggiatura di Cecil Lewis e W.P. Lipscomb si limitò a sfrondare di qualche particolare superfluo la commedia, mentre lo stesso Shaw contribuì personalmente con aggiunte di dialoghi e scene, come la lunga scena del ballo, nonché con la creazione di un nuovo personaggio, il conte ungherese Aristid Karpathy, ispirato al produttore Gabriel Pascal. Il lieto fine, invece, fu un'aggiunta che Shaw accettò suo malgrado, essendo di parere contrario.
Wendy Hiller fu scelta dallo stesso Shaw per interpretare il ruolo di Eliza Doolittle, che l'attrice aveva già recitato in teatro. Per il ruolo di Higgins, Shaw avrebbe voluto Charles Laughton. La scelta di Leslie Howard, nonostante Shaw temesse che un attore così amato dal pubblico femminile potesse accentuare il lato romantico della storia, si rivelò comunque molto felice, tanto da imprimere al personaggio caratteristiche che vennero poi mantenute anche in My Fair Lady.

## Accoglienza
Il film ebbe grande successo e vinse l'Oscar alla migliore sceneggiatura non originale, oltre a ottenere tre nomination come miglior film, migliore attore protagonista per Leslie Howard e migliore attrice protagonista per Wendy Hiller. Leslie Howard fu inoltre premiato con la Coppa Volpi per la migliore interpretazione maschile alla Mostra cinematografica di Venezia.

## Opere derivate
Dal film fu tratto il musical teatrale My Fair Lady del 1956, portato poi sugli schermi in una versione cinematografica con lo stesso titolo, nel 1964.

## Riconoscimenti
- 1938 - Mostra internazionale d'arte cinematografica
  - Coppa Volpi per la migliore interpretazione maschile a Leslie Howard
- 1939 - Premio Oscar
  - Oscar alla migliore sceneggiatura non originale